# Max Cantor
Max Cantor (* 15. Mai 1959; † 3. Oktober 1991 in New York City, New York) war ein US-amerikanischer Schauspieler und Journalist.

## Leben
Cantor wurde 1959 als Sohn des Theaterproduzenten Arthur Cantor geboren. 1982 schloss er sein Studium an der Harvard University ab. Danach wandte er sich seiner Schauspielkarriere zu. Nach Rollen in zwei TV-Pilotfilmen spielte er 1987 im Erfolgsfilm Dirty Dancing die Rolle des arroganten, die Bücher von Ayn Rand zitierenden Kellners Robbie Gould. 1989 war er in der Komödie Fear, Anxiety & Depression zu sehen.
Ende der 1980er Jahre begann er als Journalist für The Village Voice zu schreiben. Während der Recherchen für einen Artikel über Drogenmissbrauch wurde er Heroin-abhängig. Am 3. Oktober 1991 starb er im Alter von 32 Jahren an einer Überdosis Heroin.

## Filmografie
- 1983: Diner (Fernsehfilm)
- 1986: The Alan King Show (Fernsehfilm)
- 1987: Dirty Dancing
- 1987: Leg Work (Fernsehserie, eine Folge)
- 1989: Fear, Anxiety & Depression